# Крест и нож (книга)
«Крест и нож» (англ. The Cross and the Switchblade) — повесть, написанная в 1962 году американским пастором Дэвидом Уилкерсоном в соавторстве с Джоном и Элизабет Шеррилл. Книга основана на реальных событиях; в ней рассказывается о первых пяти годах служения Дэвида Уилкерсона среди уличных банд Нью-Йорка.
Произведение, впервые изданное в 1963 году, стало бестселлером. В 1970 году на основании книги был снят одноименный фильм.

## Сюжет
В начале 1958 года молодой пастор небольшого сельского прихода в Филипсбурге Дэвид Уилкерсон читает журнальную заметку в Life о суде над подростками одной из нью-йоркских банд. Подсудимые жестоко убили в городском парке Хэйбридж пятнадцатилетнего подростка Майкла Фaрмера, страдающего полиомиелитом. Потрясённый этой историей, пастор чувствует побуждение отправиться в Нью-Йорк и начать служение среди криминальных групп мегаполиса.
В Нью-Йорке пастор встречается с насмешками, оскорблениями и угрозами. Несмотря на это, Уилкерсон активно проповедует членам уличных банд. Ему удаётся познакомится с Израэлем Нарваэсом, «президентом» банды Мау Маус и Ники Крусом, «вице-президентом» той же банды. Последний крайне враждебно встречает проповедника и даже обещает убить его, если тот не прекратит свои проповеди.
В июле 1958 года при поддержке 65 поместных евангельских общин Уилкерсон арендует комплекс Сайнт Николас Арена, где проводит ряд евангелизационных встреч, куда приглашает подростков всех нью-йоркских банд. Собрания проходят безуспешно, однако, на последней подобной встрече неожиданно для всех Израэль Нарваэс, Ники Крус и ещё около тридцати подростков из Мау Маус и других банд выходят вперёд на покаяние.
На следующий день покаявшиеся члены Мау Маус являются в полицейский участок, где сдают нелегальное оружие и просят полицейских расписаться на ранее подаренных им Библиях. Сталкиваясь с различными искушениями, новообращённые включаются в труд пастора Уилкерсона — проповедуют уличным бандам, служат в реабилитационном центре для наркоманов.

### Название
В название повести христианский символ креста противопоставлен ножу, как символу насилия и зла. В авторском предисловии говорится: «Заблудшие, погрязшие в грехе парни и девушки через веру в Бога обрели новую жизнь. Выпустив из рук нож, они выбрали Крест. Крест победил».

## Дальнейшая судьба героев

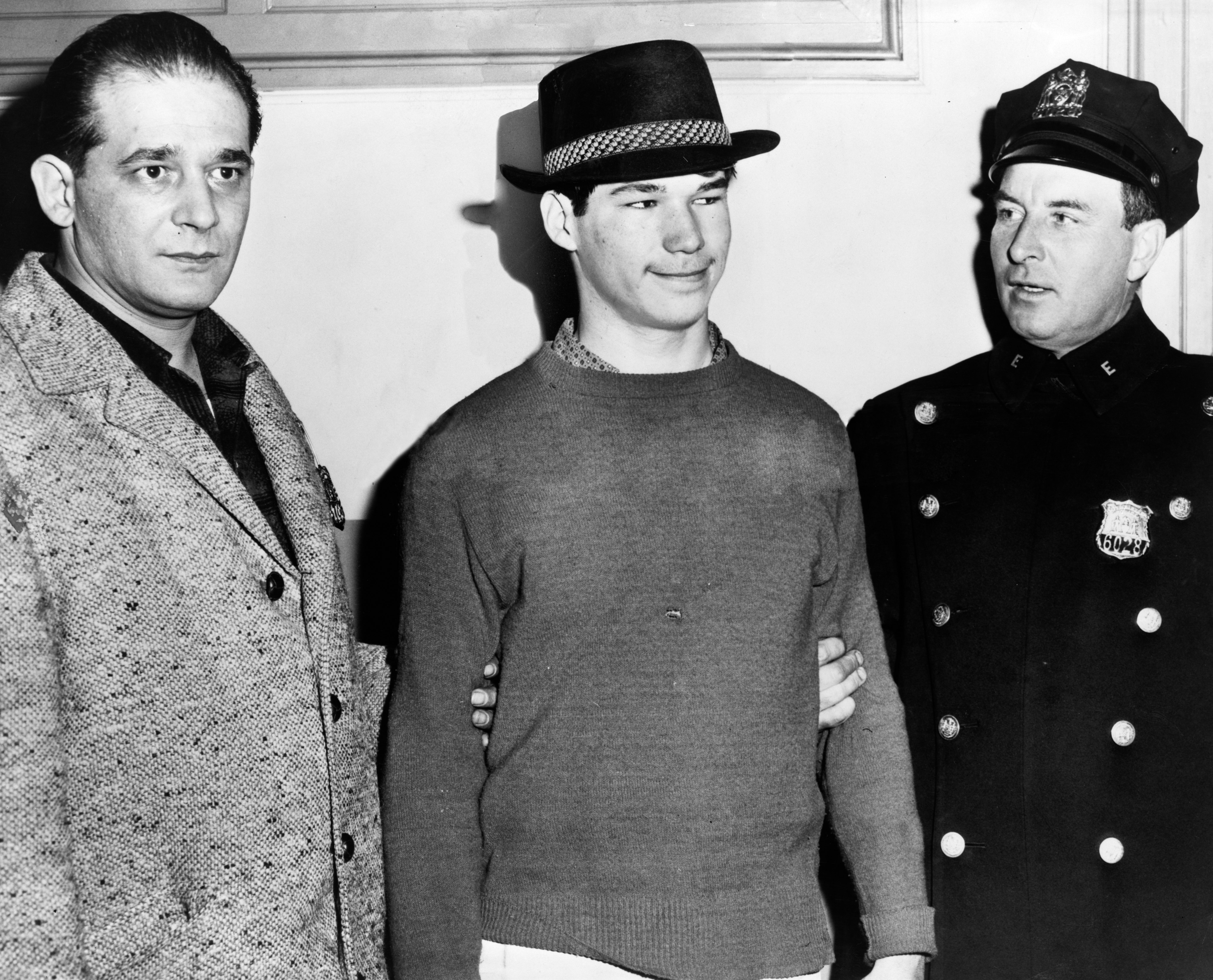
Арестованный Карл Синтрон, один из членов Мау Маус, осуждённый вместе с Израэлем Нарваэсом по делу об убийстве Энтони Лавончино. Февраль 1959 года

- Дэвид Уилкерсон (1931—2011) со временем стал одним из наиболее известных пятидесятнических служителей США.
- Ники Крус (род. 1938) присоединился к команде Уилкерсона; несколько лет прослужил в миссии Teen Challenge[англ.]. Впоследствии, он начал самостоятельное служение, стал известным евангелистом и даже получил прозвище «уличный Билли Грэм». В 1968 году Крус опубликовал автобиографическую повесть «Беги, малыш, беги», сюжет которой во многом переплетается с сюжетом повести «Крест и нож».
- Израэль Нарваэс вскоре после своего обращения разочаровался в христианстве и вернулся в банду. В 1959 году, вместе с тремя другими сообщниками он убил человека, за что был осуждён. Позже Нарваэс вернулся к вере и стал христианским служителем. Его история описана в книге Дарлы Милн «Второй шанс. История Израэля Нарваэса» (1980).
- Мау Маус просуществовали примерно до 1962 года. Некоторые из нераскаявшихся членов банды впоследствии влились в другие криминальные группировки.

## Экранизация и адаптации
- После выхода первого издания, сокращённую версию повести опубликовал журнал Good Housekeeping[англ.]. В дальнейшем, эта версия публиковалась отдельным, 56-страничным изданием[2].
- В 1970 году по книге был снят одноименный фильм с Пэтом Буном в роли Дэвида Уилкерсона и Эриком Эстрада в роли Ники.
- В 1972 году книга была адаптирована и выпущена в виде комикса известным издательством Fawcett Comics.
- Театральная постановка «Крест и нож» ставилась в 2001 году в США и в 2007 году в Великобритании[3].

## Переиздания и переводы
Книга стала бестселлером и неоднократно переиздавалась; в 2008 году в США вышло 45-е издание повести на английском языке. Общий тираж всех изданий достиг 16 млн экземпляров (2015).
Повесть была переведена на более чем 40 языков; при этом существовали как официальные, так и частные переводы. Так, в 1969 году практикующий католик из Чехословакии самостоятельно перевёл повесть на чешский язык; в годы коммунистического правления издание на чешском языке печаталось и распространялось подпольно.

### Издания на русском
- Давид Уилкерсон, Джон Шеррилл. Крест и нож. — Kerala, Finland: International Russian Radio/TV, 1991. — 208 с. — 110 000 экз.
- Давид Вилкерсон. Крест и нож. — Александрия: Ездра, 2010. — 176 с. — 3000 экз. — ISBN 0-8007-9446-X.
- Давид Вилкерсон. Крест и нож. — Библейский взгляд, 2012. — 224 с. — 3000 экз. — ISBN 966-8182-85-5.[5]
- Давид Вилкерсон. Крест и нож. — Христианская миссия, 2012. — 224 с. — 2000 экз. — ISBN 9785844502897.

## Влияние
Книга значительно популяризовала служение Уилкерсона в США; для многих людей знакомство с повестью стало причиной собственного религиозного обращения.
Под влиянием данного произведения многие американские католики стали искать описанный в нём пятидесятнический опыт крещения Святым Духом. В частности, в 1966 году студенты католического университета Дюкейна, после прочтения книги, пережили ряд типичных пятидесятнических опытов, включая говорение на иных языках. Встречи молитвенной группы в университете Дюкейна и создание аналогичной группы в университете Нотр-Дам в 1967 году послужили началом широкого харизматического движения в католической церкви. Повесть оказала влияние не только на католиков, но и на ряд протестантских служителей. Так, в 1969 году 42 священнослужителя Объединённой методистской церкви, засвидетельствовавшие о своём опыте говорения на иных языках, назвали книгу причиной, побудившей их искать подобное переживание. По этой причине Уилкерсона иногда называли харизматическим автором и деятелем, несмотря на то, что он до конца жизни придерживался фундаменталистских пятидесятнических взглядов.
В 2006 году издание Christianity Today включило книгу в список 50 самых влиятельных книг о евангельском христианстве, изданных за последних 50 лет.
В 2012 году, на пятидесятилетний юбилей повести BBC посвятила книге телепередачу; ведущим программы был преподобный Ричард Коулс.
Книга по прежнему используется как инструмент в проповеди евангеликов.